# 農村計画学会
農村計画学会（のうそんけいかくがっかい、英語: The Association of Rural Planning）は、農村計画に関する学術の発展・交流・普及を目的として1982年に発足した学会。
事務局を東京都中央区新川2-6-16馬事畜産会館5階（財）農村開発企画委員会内に置いている。

## 事業
- 学会誌・学術図書の刊行、研究発表会・学術講演会・研修会・講習会の開催、調査・研究、関連学術団体・日本国内外の農村計画研究者との交流など[1]

## 学会誌
- 『農村計画学会誌』[2]